# Tour della nazionale maschile di rugby a 15 degli Stati Uniti d'America 2000
Nel 2000 la Nazionale degli Stati Uniti d'America di rugby a 15 si reca in tour nel Regno Unito per prepararsi alla Coppa del mondo del 2003.
| Arbitro: | Pablo Deluca |

| |            | |
| Pountney, Townsend 2 Leslie 2, Paterson | mt         | |
| Townsend 4 | tr         | |
| Townsend 5 | c.p.       | Wells 2 |
| 15.Chris Paterson, 14.Cammie Murray, 13.Alan Bulloch, 12.John Leslie, 11.Jon Steel, 10.Gregor Townsend, 9.Bryan Redpath, 8.Simon Taylor, 7.Budge Pountney (cap.), 6.Jon Petrie, 5.Stuart Grimes, 4.Scott Murray, 3.George Graham, 2.Steve Brotherstone, 1.Tom Smith - Sostituti: 16.Steve Scott, 17.Gordon McIlwham, 18.Richard Metcalfe, 19.Jason White, 20.Duncan Hodge, 21.Craig Joiner, 22.Graeme Beveridge | Formazioni | · 15.Kurt Shuman, 14.Jovesa Naivalu , 13.Phillip Eloff, 12.Juan Grobler, 11.Malakai Delai, 10.Grant Wells, 9.Kevin Dalzell, 8.Dan Lyle, 7.Olo Fifita, 6.Dave Hodges (cap.), 5.Philippe Farner, 4.Luke Gross, 3.Paul Still, 2.Kirk Khasigian, 1.Joe Clayton |

| Aberdeen 8 novembre 2000 | Scotland Devel. XV | 49 – 17 | Stati Uniti XV |  |

| Crosskeys 11 novembre 2000 | Cross Keys RFC | 7 – 22 | Stati Uniti XV |  |

| Neath 14 novembre 2000 | Wales Develop. XV | 46 – 20 | Stati Uniti XV |  |

| Arbitro: | Iain Ramage |

| |            | |
| James 2, N. Jenkins Taylor, AC Thomas Williams | mt         | Delai |
| N. Jenkins, AC Thomas 2 | tr         | |
| AC Thomas 2 | c.p.       | Wells 2 |
| 15.Rhys Williams, 14.Allan Bateman, 13.Mark Taylor (cap.), 12.Scott Gibbs, 11.Dafydd James, 10.Arwel Thomas, 9.Rob Howley, 8.Scott Quinnell, 7.Colin Charvis, 6.Nathan Budgett, 5.Chris Wyatt, 4.Ian Gough, 3.Ben Evans, 2.Garin Jenkins, 1.Darren Morris - Sostituti: 16.Iestyn Thomas, 17.Gareth Thomas, 18.Geraint Lewis, 19.Neil Jenkins, 20.Andrew Lewis, 21.Andy Moore, 22.Rupert Moon | Formazioni | 15.Kurt Shuman, 14.Jovesa Naivalu, 13.Phillip Eloff, 12.Juan Grobler, 11.Malakai Delai, 10.Grant Wells, 9.Kevin Dalzell, 8.Dan Lyle, 7.Olo Fifita, 6.Dave Hodges (cap.), 5.Philippe Farner, 4.Luke Gross, 3.Paul Still, 2.Kirk Khasigian, 1.Joe Clayton - Sostituti: 16.Robbie Flynn, 17.Alex Magleby, 18.Jason Keyter, 19.Tim Kluempers, 22.Link Wilfley - Non entrati : Matt Kane, Mose Timoteo |